# Vigilanz
Vigilanz oder Vigilität (lateinisch vigilantia „Wachsamkeit“, „Fürsorge“) bezeichnet einen Zustand andauernder Aufmerksamkeit bei eintöniger Reizfrequenz (z. B. versierter Autofahrer auf Autobahn). Sie wird unterschieden von der Daueraufmerksamkeit, die eine andauernde Aufmerksamkeit bei hoher Reizfrequenz beschreibt (z. B. Lesen). Vigilanz wird meist gleichbedeutend verwendet mit Wachheit, die ein Teilaspekt des Bewusstseins ist.

## Erlebbare Wachzustände
In kausal-funktioneller Auffassung bedeutet Vigilanz die durchschnittliche Erregungshöhe des zentralen Nervensystems, d. h. eine topologisch-zeitliche Integration der Hirnaktivität zu einzelnen Vigilanzstadien. Diese entsprechen erlebbaren Wachzuständen. Sie lassen sich als quantitative Stufen einer Vigilanzreihe anordnen, die zwei Pole hat:
- höchste Erregung, z. B. beim Schreck;
- traumloser Tiefschlaf. Diese Definition schließt Schlafzustände in den Vigilanzbegriff mit ein.

Zwischen diesen beiden extremen Aktivitätszuständen liegen Zwischenstadien, die sowohl aufsteigend als auch absteigend durchschritten werden können, z. B. kritische Aufmerksamkeitszuwendung, Relaxation, Dösen, Leichtschlaf mit Verlust der räumlich-zeitlichen Orientierung und Traumaktivität. Der phänomenologisch deskriptiven Beurteilung des Vigilanzzustandes kann man eine Reihe elektrophysiologischer Befunde gegenüberstellen, die für das Vorliegen bestimmter Stadien des Wachseins sprechen.
In der Neurologie werden folgende Begriffe für Vigilanzminderungen verwendet:
- Somnolenz (= schläfrig, aber leicht weckbar)
- Sopor (= tiefer Schlaf, nur durch starke Reize (z. B. Schmerz) weckbar)
- Koma (= nicht weckbar)

Vigilanztest
Die Daueraufmerksamkeitsleistung des Patienten wird durch einen Vigilanztest im Schlaflabor gemessen, der am Computer ausgeführt wird. Ausgewertet wird hier die Fähigkeit des Patienten, auch in monotonen und lange andauernden Situationen auf seltene Reize angemessen zu reagieren. Der Vigilanztest dauert in der Regel 25 bis 60 Minuten. Narkolepsie-Patienten reagieren aufgrund ihrer Tagesmüdigkeit häufig nicht, verspätet, falsch oder schlafen während des Tests ein.
Vigilanztätigkeit
Dies ist eine Tätigkeit, die eine konstante Aufmerksamkeit erfordert. Ein Beispiel hierfür wäre das Überwachen von Anzeigegeräten. Fehlen innere Denkprozesse und äußere Reize, kann die Vigilanztätigkeit zu einer Belastung werden.

## Daueraufmerksamkeit
Betont man den operationalen Aspekt, so bedeutet Vigilanz den Zustand der Funktionsbereitschaft des Organismus, auf zufällige, schwellennahe, selten auftretende Ereignisse kritisch zu reagieren. Die Vigilanzbestimmung in diesem Sinn geschieht durch Registrierung der Reaktionszeiten und Beobachtungsfehler im Rahmen von Tätigkeiten, die eine andauernde Aufmerksamkeit erfordern, die man Vigilanzleistungen nennt. In diesem Sinne bedeutet Vigilanz Fähigkeit zur Daueraufmerksamkeit.
Die Bewältigung dieser Überwachungsanforderung setzt einen bestimmten psychophysiologischen Zustand bereits voraus. Schlafstadien sind bei dieser Begriffsbestimmung ausgenommen. Donald B. Lindsley (1960/61) unterscheidet drei Stadien des Wachseins anhand von Elektroenzephalogramm-(EEG)-Leitbildern: den relaxierten Wachzustand, den Zustand der wachen Aufmerksamkeit und den der starken Erregung:
- Der relaxierte Wachzustand (relaxed wakefulness) ist gekennzeichnet durch spannungsniedrige, unregelmäßige, niederfrequente Grundaktivität des Hirnstrombildes bei geschlossenen Augen.
- Der Zustand der wachen Aufmerksamkeit (alert attentiveness) hat eine synchrone Grundaktivität des EEG von acht bis zwölf Sekunden Dauer bei geschlossenen Augen mit einer Spannungshöhe von 30 bis 200 µVolt und okzipitaler Bevorzugung (siehe Alpharhythmus).
- Im Zustand der starken Erregung (strong excited emotion) existiert ein asynchrones Hirnstrombild, das heißt, es kommen im EEG verschiedene Spannungsfrequenzen von 14 bis 30 Hertz vor, welche nur geringe Auslenkungen haben. Die Spannung bleibt typischerweise unter 50 µV. Das Maß dieses Zustandes wird auch als Arousal angegeben.

Die ersten beiden Aktivitätsstadien dieser Einteilung verdienen die Bezeichnung passiver Wachzustand mit und ohne Relaxation, dem ein aktiver Wachzustand gegenüberzustellen ist.

## Vigilanz als Mechanismus der Angstregulation
Heinz W. Krohnes Arbeiten zur Angstregulation liegt ein theoretisches Modell zugrunde, in dem zwischen den beiden Strategien der Vigilanz und der kognitiven Vermeidung unterschieden wird.
Vigilanz: erhöhte Sensibilität einer Person gegenüber der Unsicherheit, die eine Bedrohung beinhaltet. Ziel: Reduktion von Unsicherheit.
Im Gegensatz dazu zeichnet sich kognitive Vermeidung durch eine erhöhte Sensibilität gegenüber der mit Angst verbundenen Erregung aus. Ziel: Vermeidung des negativen Affekts.
Der individuelle Bewältigungsstil einer Person ergibt sich aus der Kombination beider theoretisch als unabhängig konzipierten Strategien.

## Neurobiologische Steuerung
Die Aktivierung des Gehirns erfolgt zunächst über das aufsteigende retikuläre System (ARAS) im Hirnstamm (Teil der Formatio reticularis). Dort werden als Botenstoffe die Monoamine gebildet (Noradrenalin, Dopamin, Serotonin). Diese aktivieren sowohl den Hypothalamus (Steuerung der hormonellen Zentren) als auch den Thalamus, der seinerseits das Großhirn aktiviert. Dabei unterliegt die Aktivität des ARAS der zirkadianen Rhythmik. Dabei spielen sowohl angeborene Rhythmusgeber als auch Umgebungsfaktoren eine entscheidende Rolle. Die Information über die Helligkeit der Umgebung wird durch den Nucleus suprachiasmaticus geleitet, der direkte Verbindungen sowohl zu Formatio reticularis als auch zu Hypothalamus und Thalamus hat. Ein weiterer wichtiger Einflussfaktor ist die Messung der Aktivität der auf- und absteigenden langen Bahnen (Pyramidenbahn und Schleifenbahn). Dadurch kann man bei entsprechender Aktivität länger wach bleiben.

## Vigilanzstörung
Unter Vigilanzstörung wird eine graduelle Beeinträchtigung der Bewusstseinshelligkeit verstanden. Sie kann auch als quantitative Bewusstseinsstörung beschrieben werden.